# 延時成実
延時 成実（のべとき なるみ、1990年2月15日 - ）は、元オスカープロモーション所属のタレント。
大学4年生の時にスカウトされ芸能界デビュー。女性誌や企業広告のモデルなどで活躍する。2017年11月末で結婚に伴い退社。現在は、福岡移転を機に百市 なるみ（ひゃくいち なるみ）の芸名に変更する。現在の所属事務所はCMCInc.。福岡市在住。
夫はCMC Inc. 代表取締役の百市道徳。

## 趣味・特技
趣味はドラム、パーカッション、バドミントン、ウォーキング、料理、水泳、健康本を読む事。特技はパーカッション、料理、バイク(愛車はハーレーダビッドソン）、手遊び。

## 出演番組
現在
- みんなで防災!（水曜日10:45-、KBCラジオ）
- ハッピーアワー（2023年4月5日-、水曜日・木曜日16:00-17:55、KBCラジオ）

過去
- キャンパストーク チバテレビ
- 横濱ツウ！！ J:COM
- ザ・サンデー千葉市 チバテレビ
- 夕なび　湘南～横浜『ざっくぅ対決』 J:COM
- さんまのスーパーからくりTV　TBS
- カワイイTV NHK
- 快撮 J:COM
- シンデレラを探せ！ NHK
- BOOMER J SPORTS
- 大人のバイク時間 MOTORISE（BS11、2014年1月 - 2017年11月）
- KBC長浜横丁・手羽先なるみ（2018年ナイターオフシーズン金曜日・2019年ナイターオフシーズン木曜日、KBCラジオ）
- 川上政行 今日もしゃべりずき!（水曜日サブパーソナリティ、2019年4月3日 - 2021年3月24日、KBCラジオ）
- めぐみのラジオ（MC代役、2020年8月1日 - 2021年3月27日、KBCラジオ）
- アサデス。ラジオ（ブランチ） （2021年10月4日 - 2022年3月25日、KBCラジオ）
- Naru Music（2022年3月28日 - 2022年8月23日[産休]）（初回3/28(月)のみ5:00からの30分間。以降、放送時間は火-金曜日 5:15〜5:30、日曜日 7:00〜7:15の15分間・水曜日以降は再放送、KBCラジオ）
- アサデス。ラジオ （第2期）（2022年3月28日 - 2022年8月29日[産休]、月曜日パートナー6:30 - 12:00、KBCラジオ）